# Hội An
Hội An wymowaⓘ – miasto w środkowym Wietnamie, w prowincji Quảng Nam, dawny portugalski port morski i faktoria handlowa Faifo, położony ok. 30 km na południe od Đà Nẵng. W 2009 roku liczyło 69 222 mieszkańców.
W 1999 roku miasto zostało wpisane do rejestru zabytków światowego dziedzictwa UNESCO.
Port został założony prawdopodobnie pod koniec I tysiąclecia p.n.e. przez żeglarzy austronezyjskich zasiedlających wówczas wschodnie wybrzeża Indochin i z czasem stał się największym portem kontrolujących tę część morskiego szlaku jedwabnego. Port jest położony w ujściu rzeki Thu Bồn i był ściśle związany ze Świętymi Ziemiami Amarawati – ośrodkami państwowości Czamów, położonymi w górze rzeki. Po zajęciu Amarawati przez Wietnamczyków port odgrywał nadal główną rolę w życiu gospodarczym kraju, aż do czasów kolonialnych, kiedy ustąpił pierwszeństwa Đà Nẵng.
W XVI w. Hội An (Hội An Phố – „miasto bezpiecznego lądowania”) stało się jednym z najważniejszych portów na morzu Południowochińskim. Osiedlali się tu przedstawiciele kupców chińskich, japońskich, a później również europejskich. Pozostał po nich unikatowy układ miasta z tamtych czasów oraz domy i świątynie. Do najcenniejszych zabytków należy tzw. Most Japoński, zbudowany przez przybyszy z Japonii, jedyny na świecie kryty most ze świątynią buddyjską. Jego budowa rozpoczęła się prawdopodobnie w 1593, roku małpy, a ukończono go dwa lata później w roku psa i łączył zachodnią (japońską) część miasta z częścią wschodnią (chińską). Jego wizerunek umieszczony jest na banknocie 20.000 dongów.
W latach 90 XX w. władze miasta postanowiły pozbyć się starych, zagrzybionych budynków w centrum i w ich miejsce wybudować bloki mieszkalne. Projektowi sprzeciwił się Kazimierz Kwiatkowski kierujący pracami konserwatorskimi w pobliskim Mỹ Sơn. Za namową Kwiatkowskiego centrum odrestaurowano i przystosowano do ruchu turystycznego. Obecnie Hội An jest jednym z najczęściej odwiedzanych miejsc w Indochinach. Według przewodnika Lonely Planet jest to jednocześnie jedno z najbardziej urokliwych i przyjaznych turystom miejsc w regionie.

## Galeria

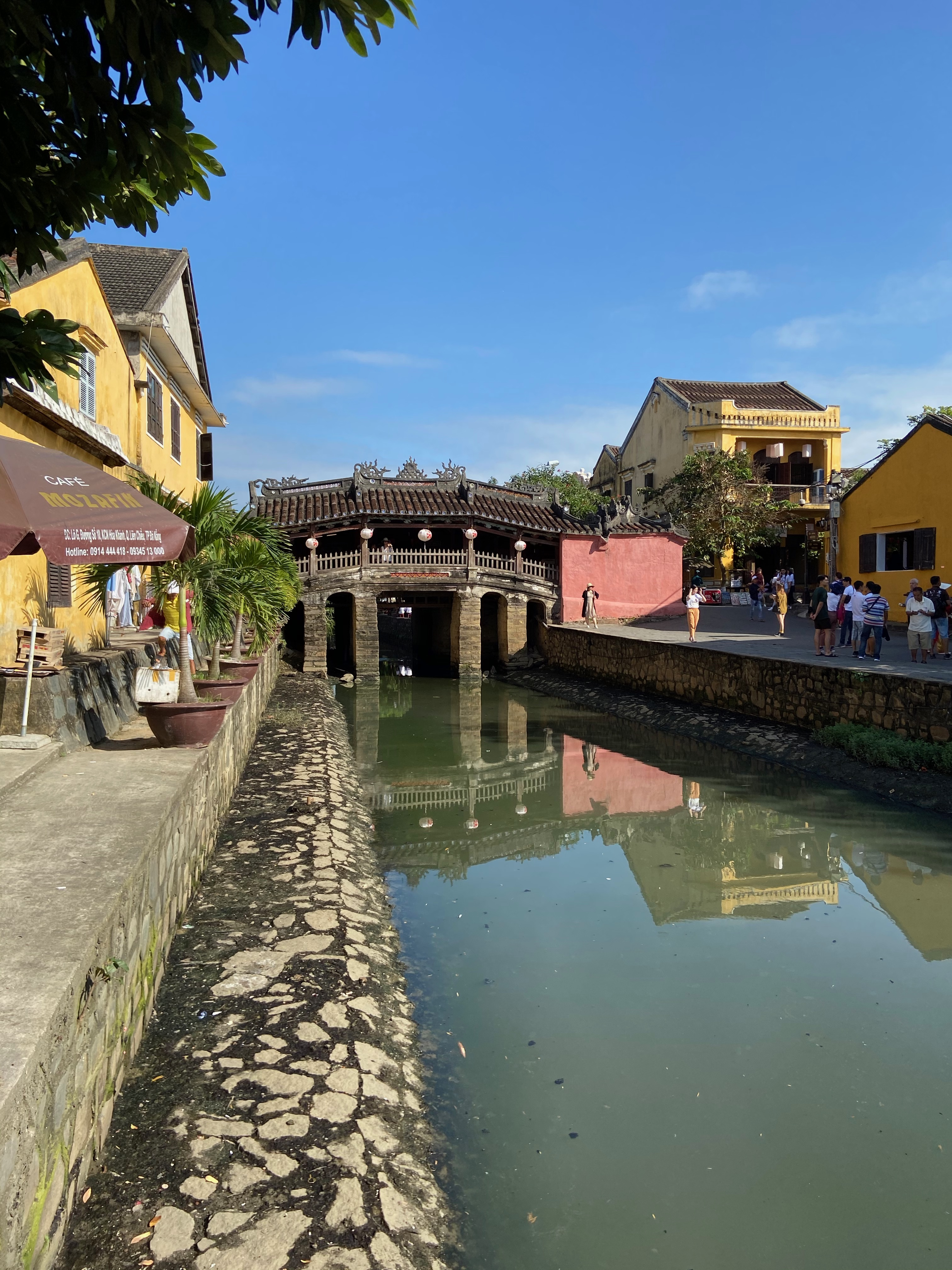
Japanese Bridge (Most Japoński)
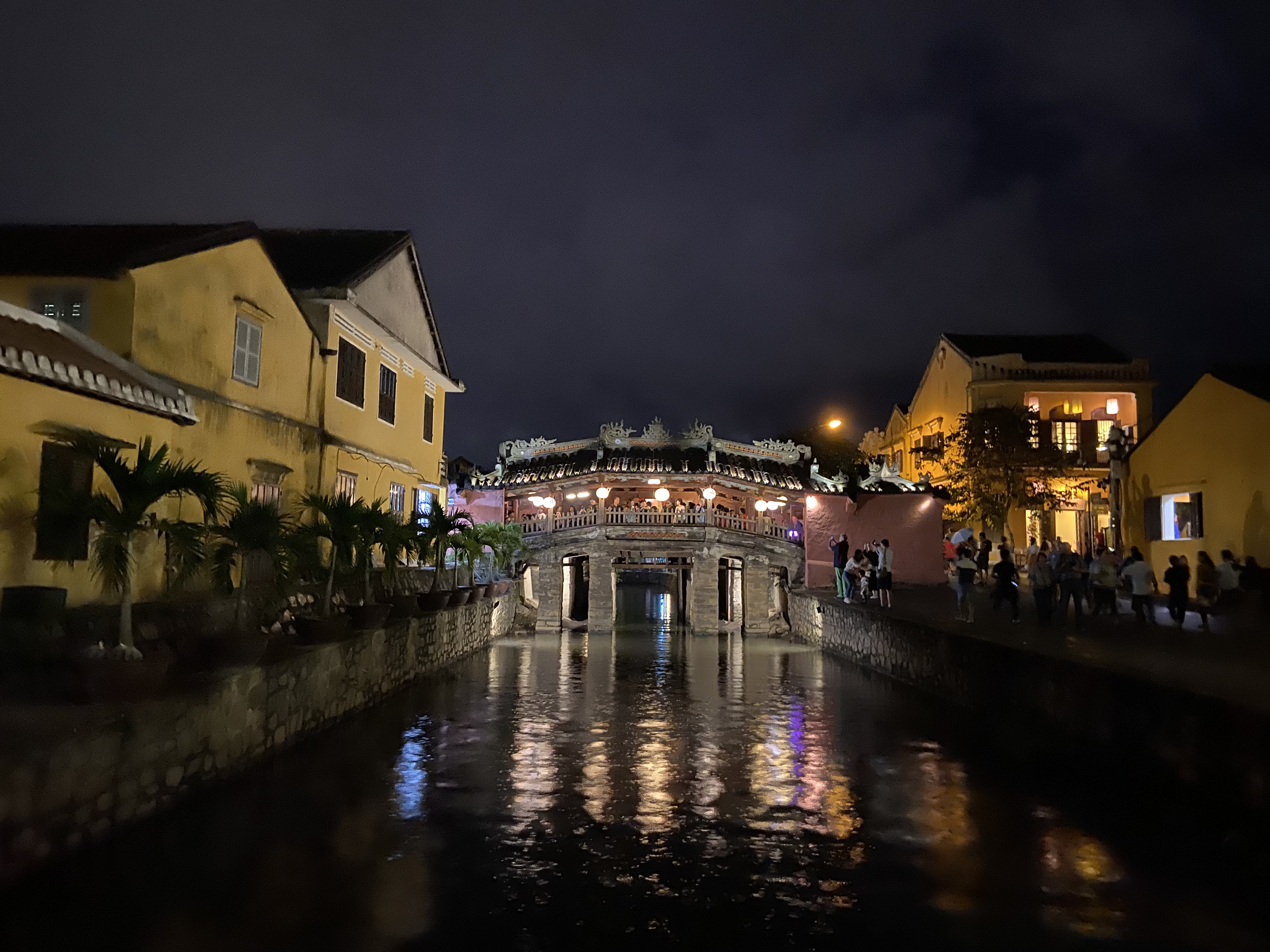
Japanese Bridge (Most Japoński) w nocy
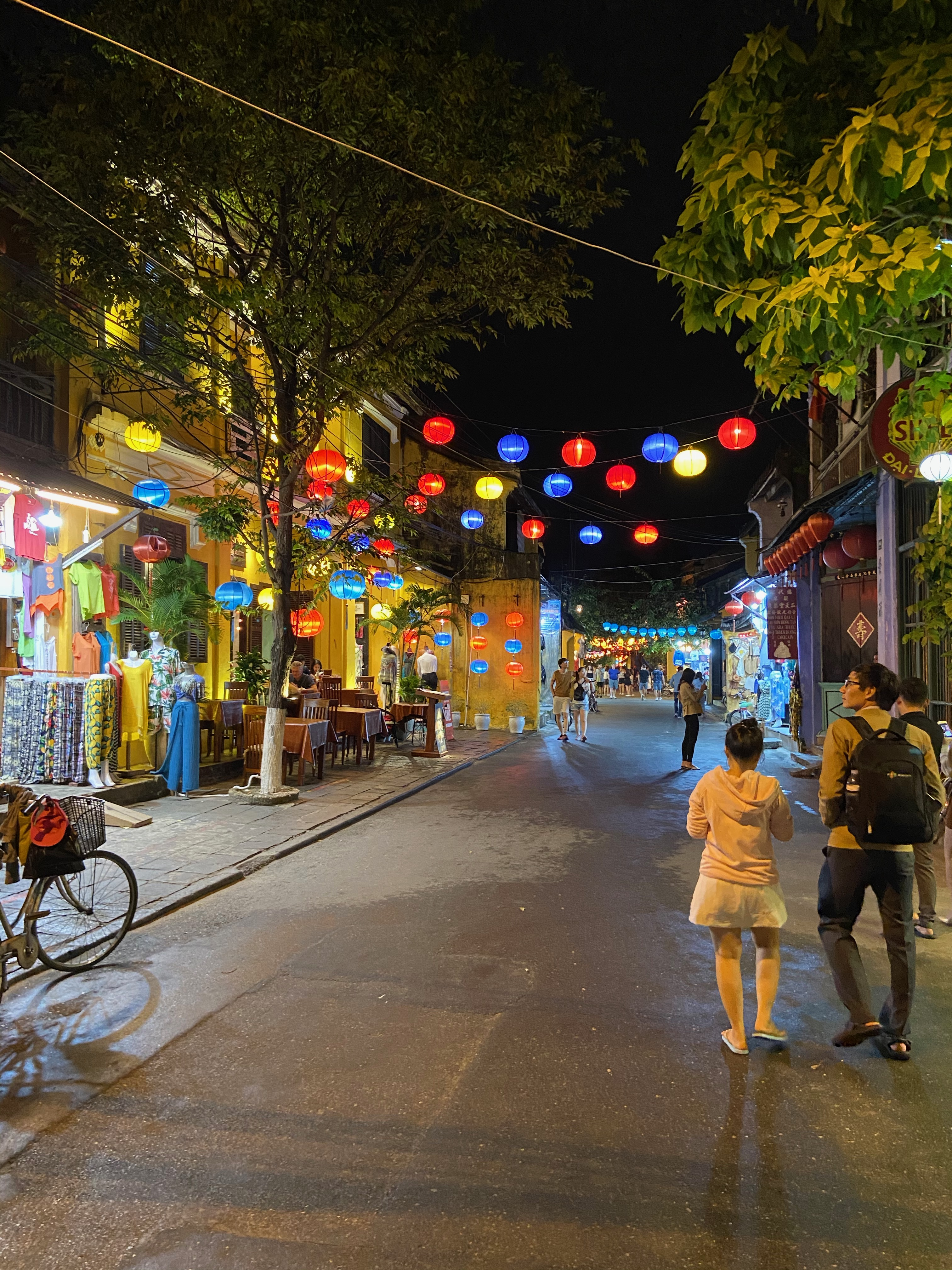
Ulica w nocy
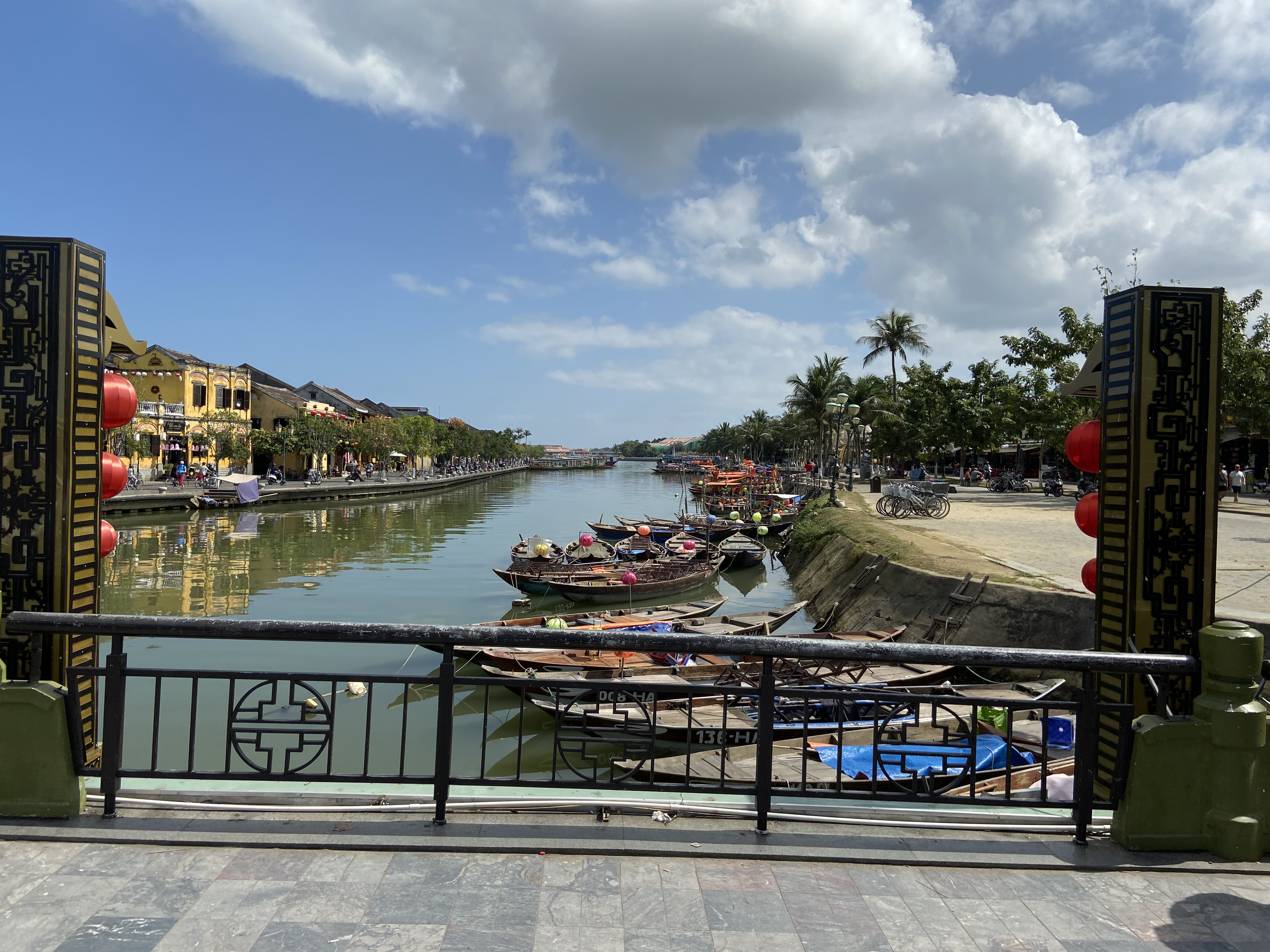
Hoi An - rzeka Thu Bon - panorama
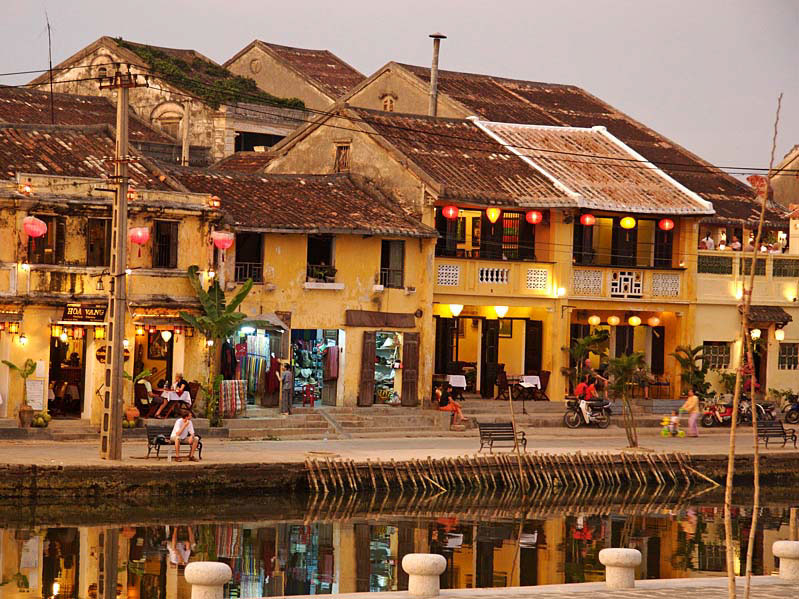
Hội An - stare domy częścią handlową i mieszkalną
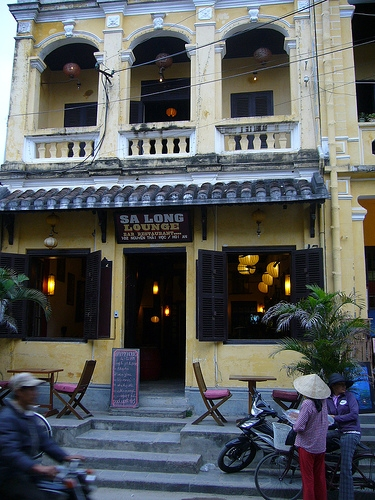
Hoi An - budynek w stylu kolonialnym
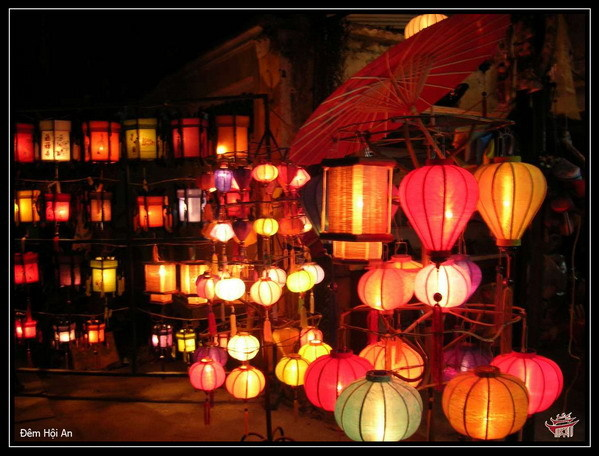
Ręcznie robione lampiony w Hoi An
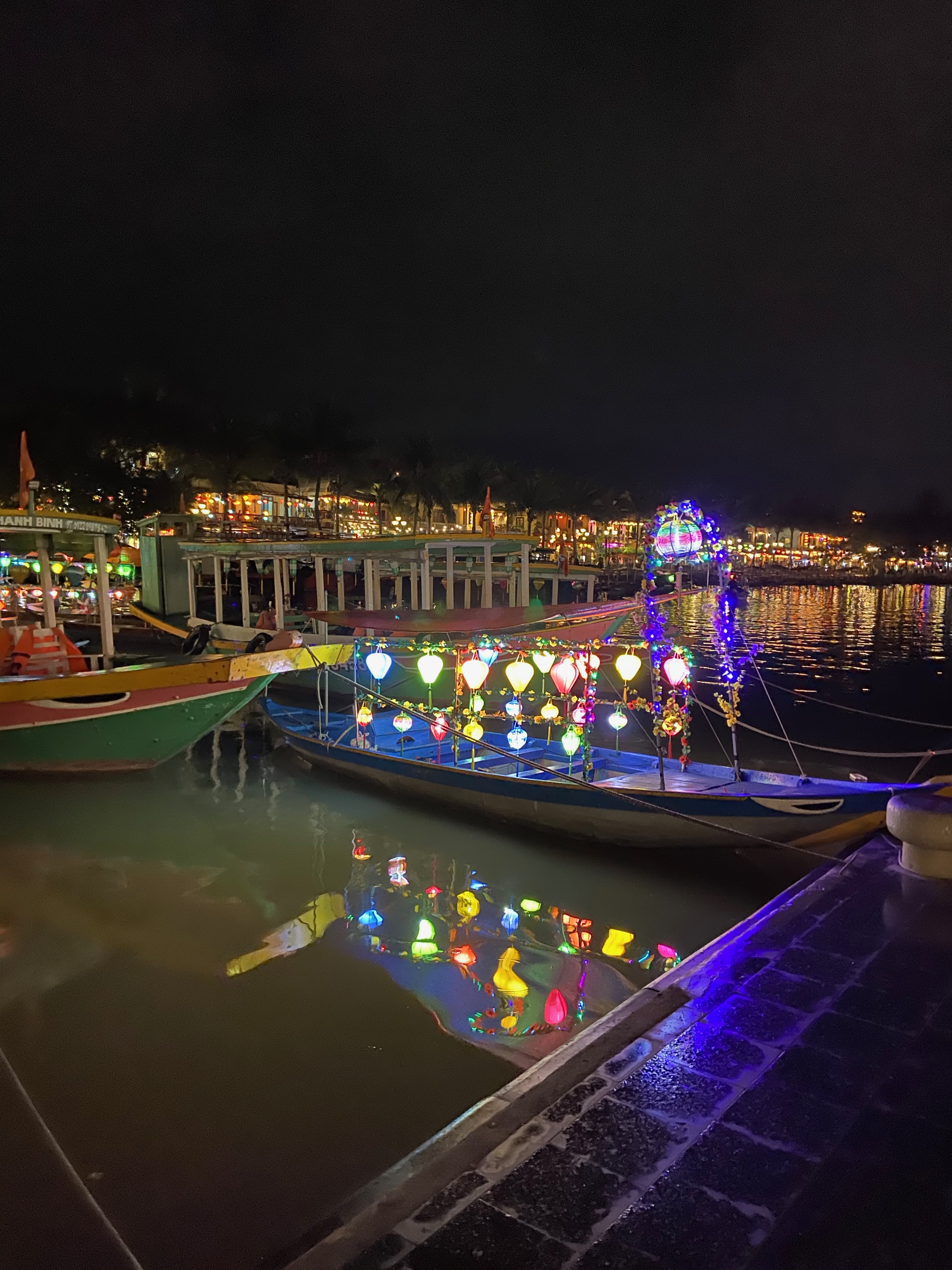
Hoi An - rzeka Thu Bon i łódki z lampionami z ujęciem miasta
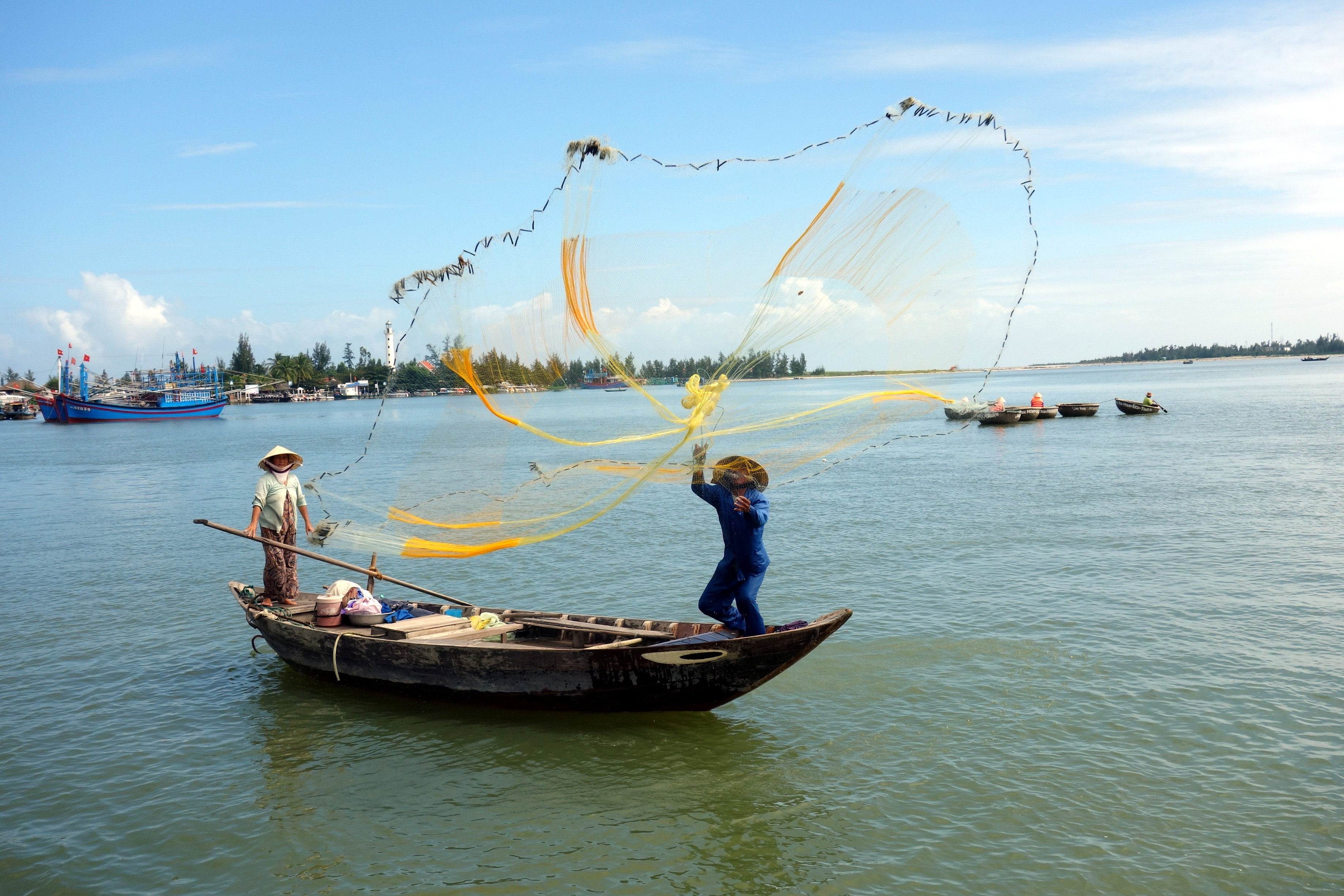
Rybacy z Hội An